# Stati Uniti d'America ai XVI Giochi olimpici invernali
Gli Stati Uniti d'America parteciparono ai XVI Giochi olimpici invernali, svoltisi ad Albertville, Francia, dall'8 al 23 febbraio 1992, con una delegazione di 147 atleti impegnati in dodici discipline.